# Parc Pirogov
Le parc Pirogov (estonien : Pirogovi park) est un parc du quartier Kesklinn de Tartu en Estonie.

## Présentation
Le parc Pirogov est situé en bas de la pente de Toomemägi à côté de la rue Ülikooli tänav et de la rue Lossi tänav.
Un mémorial à Nikolaï Pirogov est érigé dans le parc.
Le parc Pirogov est un lieu de consommation de bière traditionnel pour les étudiants de Tartu.
Puisqu'il est généralement interdit de consommer de l'alcool dans les lieux publics, cette question fait l'objet d'un débat public depuis des années,,.
En guise de solution, ces dernières années, le décret du conseil municipal de Tartu a autorisé l'utilisation de l'espace vert marqué entre le sentier au pied de la pente de Toomemägi du parc Pirogov et la rue Ülikooli tänav comme lieu de pique-nique en été (du 15 mars au 15 octobre), où les boissons alcoolisées jusqu'à 6 pour cent en volume peuvent être consommées.

## Galerie

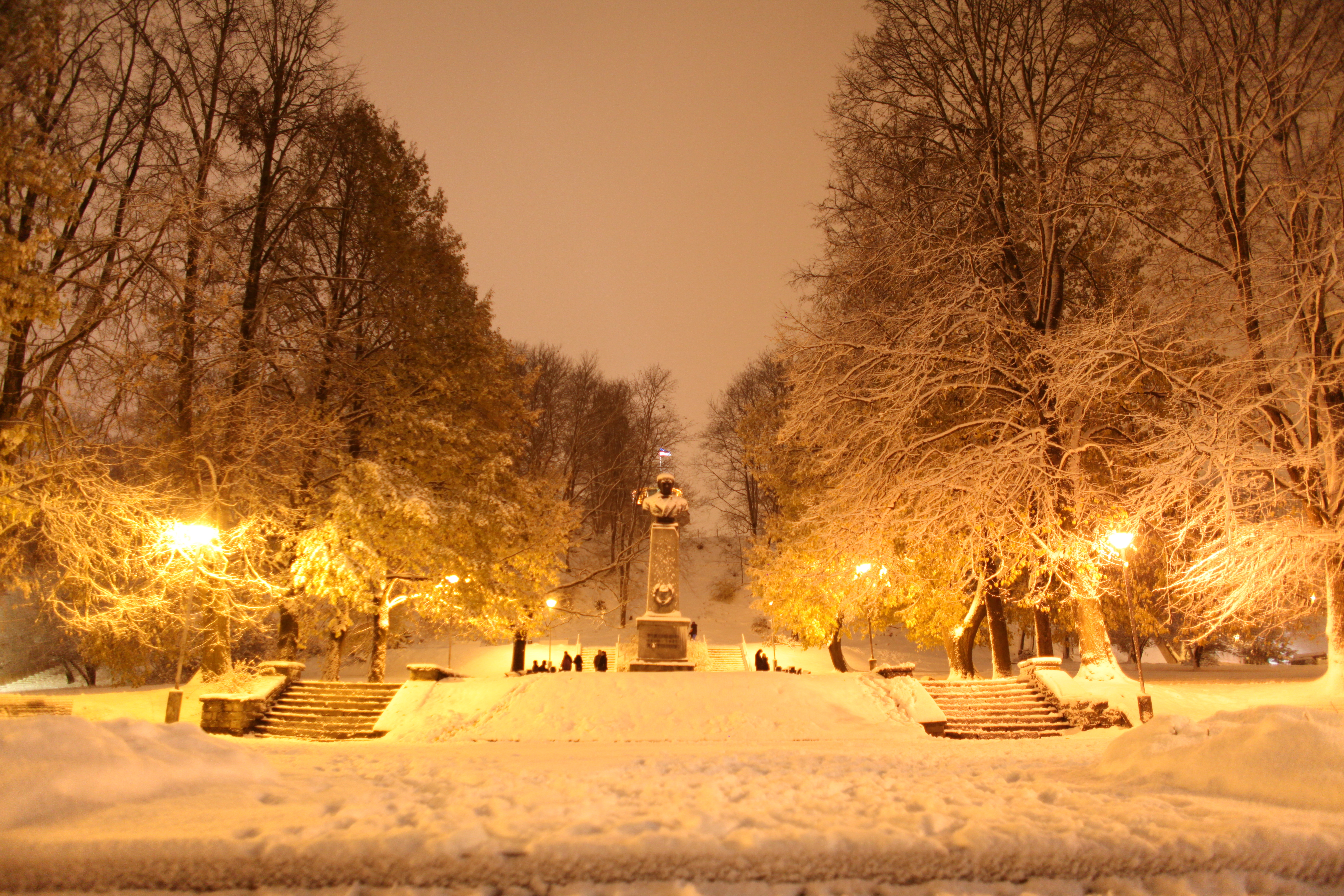
Le parc Pirogov en novembre 2016.
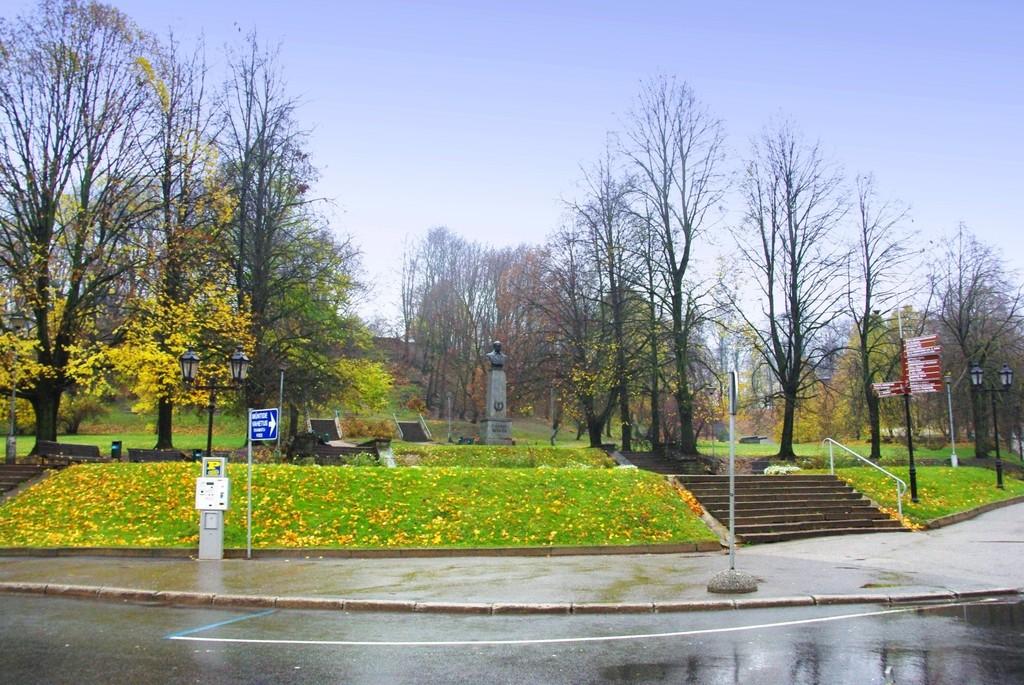
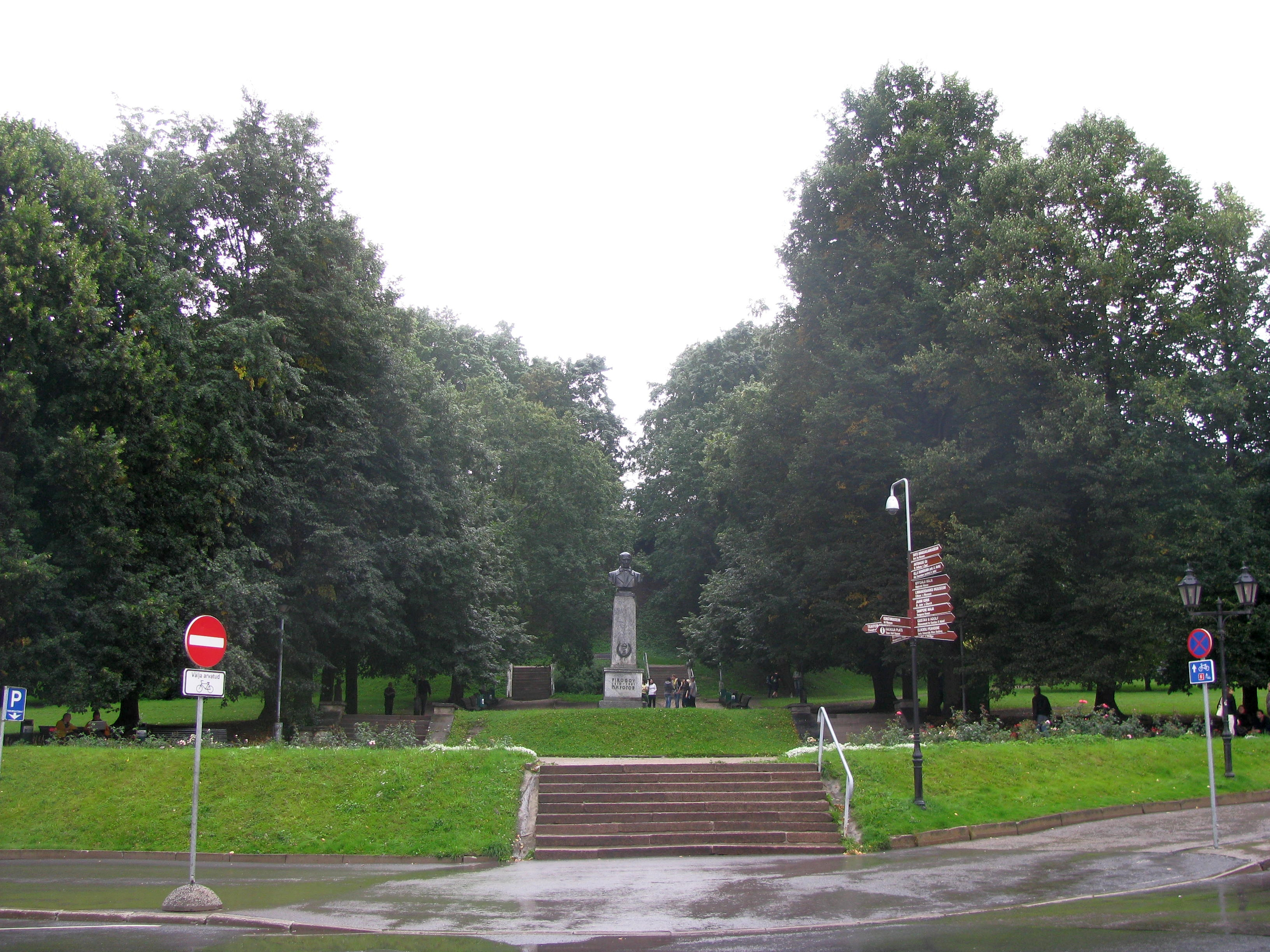
Place Pirogov, au coin des rues Lossi et Ülikooli.
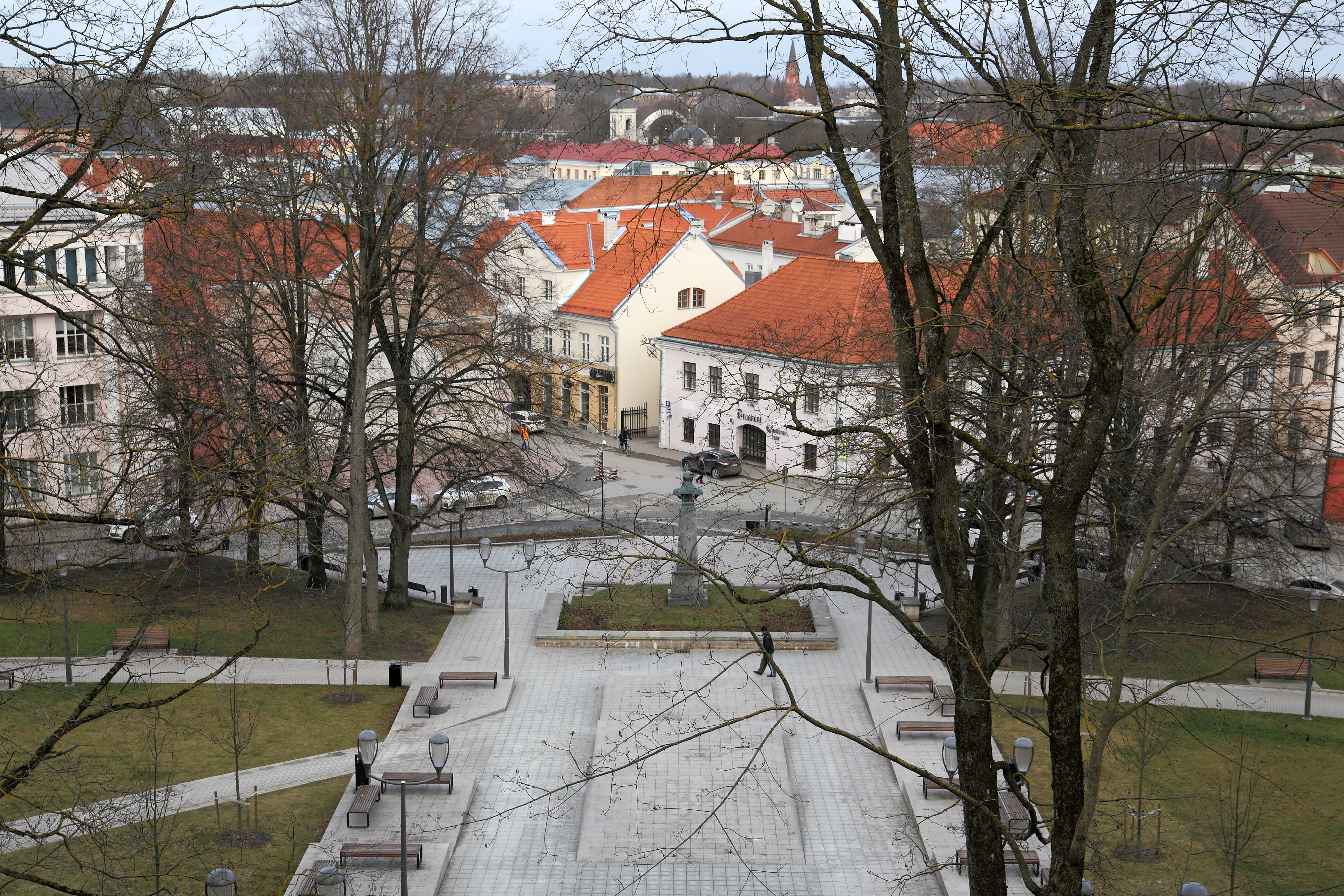
Place Pirogov.
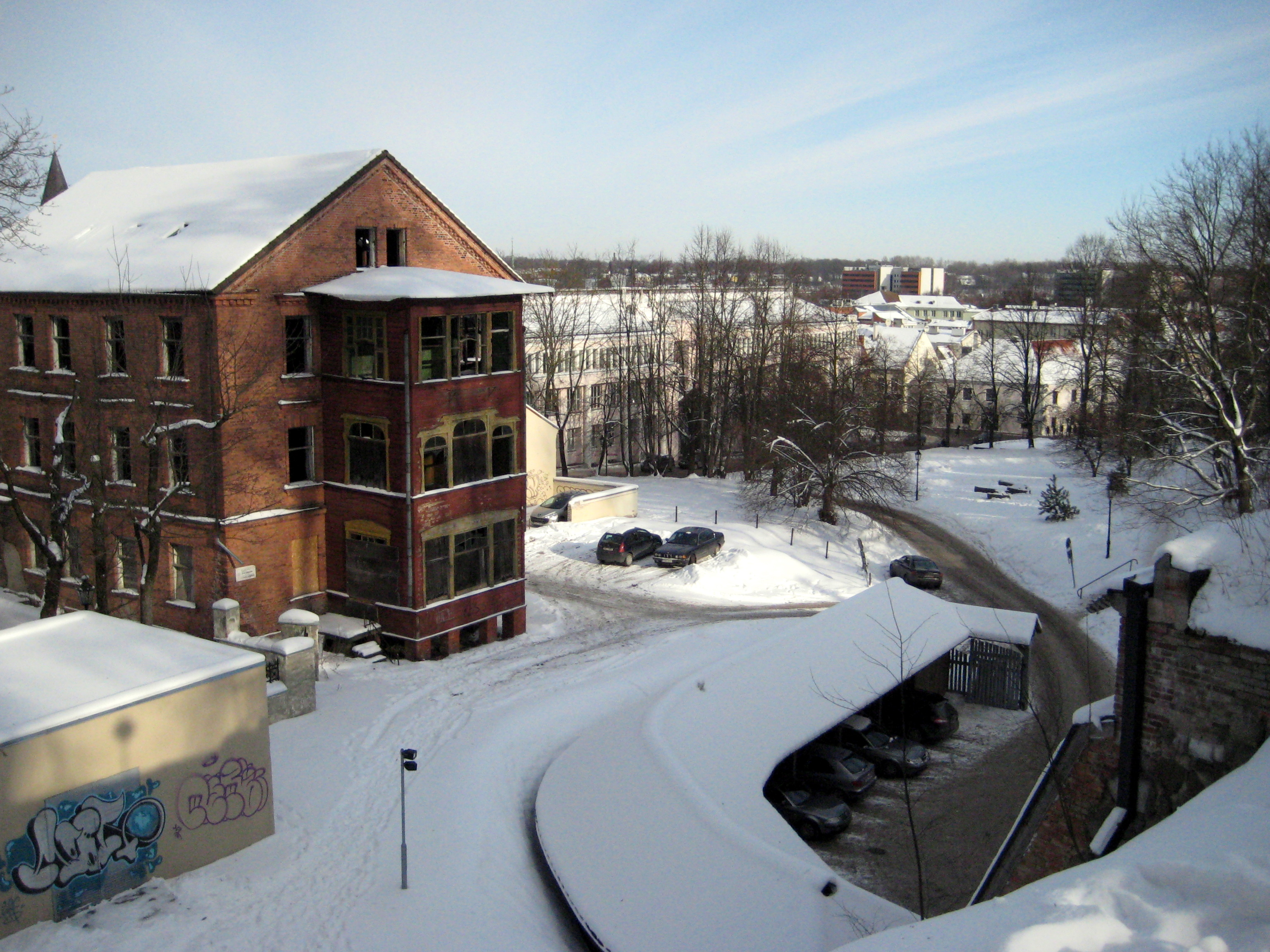
En bas à droite l'entrée de la cave à poudre, à gauche le bâtiment 30 abandonné du château, au fond le bâtiment 3 du château et le parc Pirogov.